# Oleg (cruzador)
O Oleg (Олег) foi um cruzador protegido operado pela Marinha Imperial Russa e a quarta e última embarcação da Classe Bogatyr, depois do Bogatyr, Kagul e Pamiat' Merkuria. Sua construção começou em julho de 1902 no Estaleiro do Almirantado em São Petersburgo e foi lançado ao mar em agosto de 1903, sendo comissionado em junho do ano seguinte. Era armado com uma bateria principal composta por doze canhões de 152 milímetros em torres de artilharia e montagens únicas, tinha um deslocamento de sete mil toneladas e alcançava uma velocidade máxima de 23 nós.
O Oleg foi enviado para lutar na Guerra Russo-Japonesa assim que entrou em serviço, sendo um dos poucos navios russos que sobreviveram à Batalha de Tsushima em maio de 1905. Voltou para casa depois do conflito e serviu pelos anos seguintes na Frota do Báltico. A Primeira Guerra Mundial começou em 1914 e o navio participou de operações contra forças alemãs. Foi tomado pelos bolcheviques depois do início da Revolução Russa em 1917 e então usado na Guerra Civil Russa. Foi afundado em 17 de junho de 1919 depois de ser torpedeado por uma lancha briânica.